# Corona Australe
La Corona Australe (in latino Corona Australis, abbreviata in CrA) è una delle 88 costellazioni moderne. Si tratta di una delle 48 costellazioni originariamente elencate da Tolomeo. Secondo una leggenda rappresenta la corona indossata dal centauro Sagittario.

## Caratteristiche

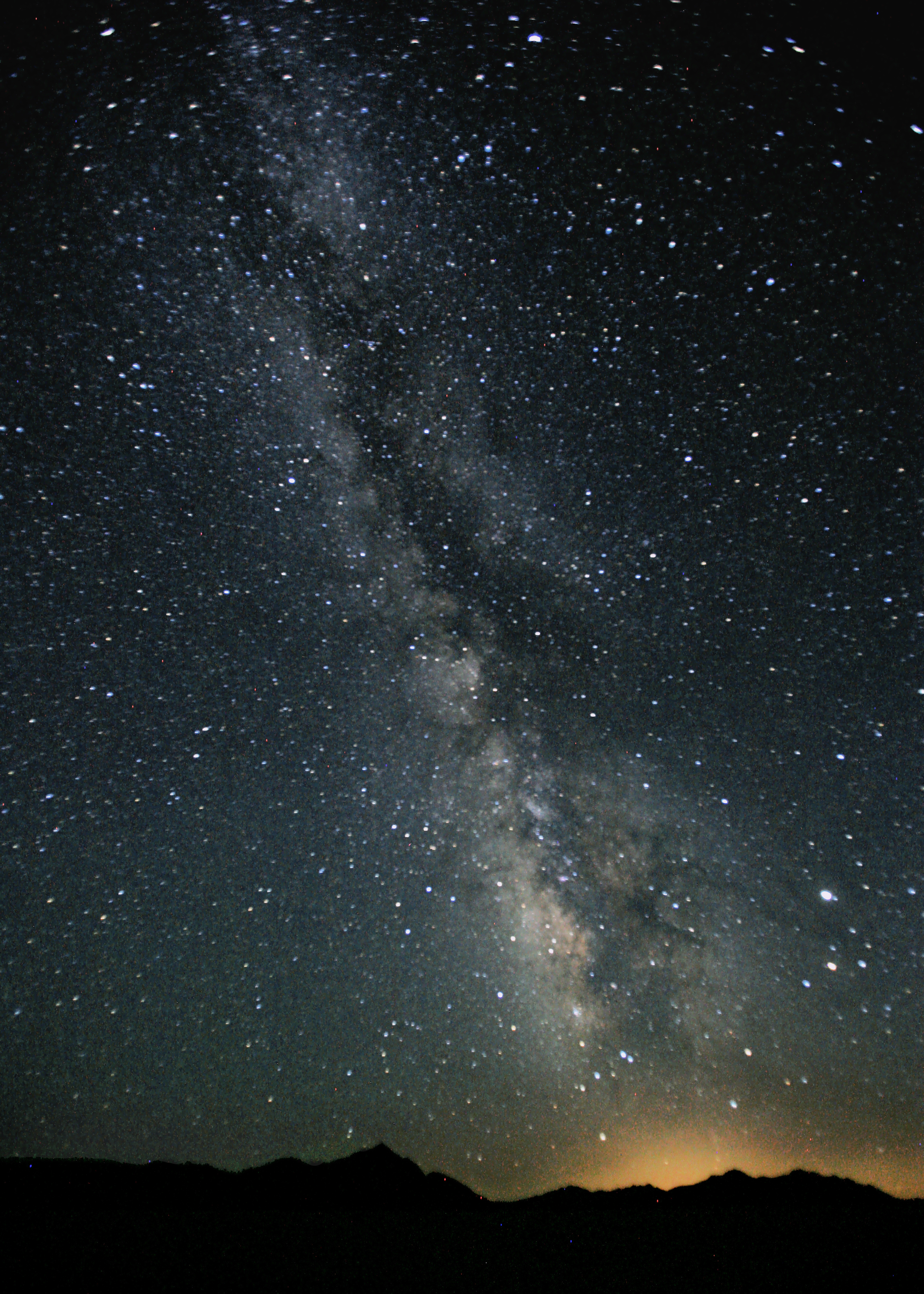
La costellazione della Corona Australe, rasente l'orizzonte a sinistra della Via Lattea.

La Corona Australe è una costellazione antica, sebbene sia molto poco appariscente; fa da controparte alla più brillante Corona Boreale e ricalca una sequenza ad arco di stelle vicine fra loro situate a sud del ben più brillante Sagittario. Si estende sul bordo della scia luminosa della Via Lattea e le sue stelle sono per lo più di quarta e quinta magnitudine.
Essendo una costellazione situata a media declinazione australe, la sua visibilità è fortemente ridotta per gli osservatori situati nell'emisfero nord: essa si mostra infatti molto bassa sull'orizzonte meridionale ed è visibile nel cielo serale solo fra giugno e agosto; a nord dei 45°N è già osservabile solo in parte. Di contro, dall'emisfero sud è di facile osservazione e la disposizione ad arco delle sue stelle la rende facilmente riconoscibile.

### Stelle principali
- β Coronae Australis è una gigante arancione di magnitudine 4,10, distante 508 anni luce.
- α Coronae Australis (Alphecca Meridiana) è una stella bianca di magnitudine 4,11, distante 130 anni luce.

### Stelle doppie
Alcune stelle visibili nella costellazione sono in realtà dei sistemi binari.
- κ Coronae Australis è la più semplice: è formata da due stelle biancastre di quinta e sesta magnitudine, che sono separate da 21" e dunque sono alla portata di un piccolo telescopio.
- λ Coronae Australis presenta una maggiore separazioone fra le componenti, ma la differenza di magnitudine è notevole e la più brillante tende ad oscurare la secondaria.
- HD 176270 e HD 176269 sono una coppia di stella biancastre, entrambe di sesta grandezza, separate da quasi 13".

| Principali stelle doppie |                                          |                                          |             |             |                                 |        |
| Nome                     | Coordinate equatoriali all'epoca J2000.0 | Coordinate equatoriali all'epoca J2000.0 | Magnitudine | Magnitudine | Separazione (in secondi d'arco) | Colore |
| Nome                     | AR                                       | Dec                                      | A           | B           | Separazione (in secondi d'arco) | Colore |
| κ Coronae Australis      | 18h 33m 23s                              | -38° 43′ 33″                             | 5,65        | 6,32        | 21,4                            | b + b  |
| λ Coronae Australis      | 18h 43m 47s                              | -38° 19′ 24″                             | 5,13        | 9,0         | 29,0                            | b + b  |
| HD 176270                | 19h 01m 04s                              | -37° 03′ 42″                             | 6,40        | 6,69        | 12,8                            | b + b  |
| γ Coronae Australis      | 19h 06m 25s                              | -37° 03′ 46″                             | 4,84        | 5,08        | 1,3                             | g + g  |

### Stelle variabili
Nonostante le piccole dimensioni della costellazione, sono note al suo interno svariate centinaia di stelle variabili; la stragrande maggioranza di queste però non è osservabile con piccoli strumenti, oppure le loro variazioni sono molto contenute.
Fra le variabili irregolari la più facile da osservare è V Coronae Australis, che oscilla fra l'ottava e la sedicesima magnitudine; quando è al minimo occorrono telescopi professionali per la sua osservazione.
Fra le variabili a eclisse la più brillante è ε Coronae Australis, che varia di pochi decini di magnitudine in poche ore. V686 Coronae Australis è invece una variabile pulsante dal periodo di circa una settimana e delle variazioni contenute.
| Principali stelle variabili |                                          |                                          |             |             |                  |                       |
| Nome                        | Coordinate equatoriali all'epoca J2000.0 | Coordinate equatoriali all'epoca J2000.0 | Magnitudine | Magnitudine | Periodo (giorni) | Tipo                  |
| Nome                        | AR                                       | Dec                                      | Max.        | Min.        | Periodo (giorni) | Tipo                  |
| R Coronae Australis         | 19h 01m 54s                              | -36° 57′ 08″                             | 10,0        | 13,6        | -                | Irregolare            |
| V Coronae Australis         | 18h 47m 32s                              | -38° 09′ 32″                             | 8,3         | 16,5        | -                | Irregolare (R CrB)    |
| AM Coronae Australis        | 18h 41m 15s                              | -37° 29′ 05″                             | 7,6         | 11,7        | 187,5            | Semiregolare pulsante |
| V686 Coronae Australis      | 18h 56m 40s                              | -37° 20′ 36″                             | 5,25        | 5,41        | 7,34             | Pulsante              |
| ε Coronae Australis         | 18h 58m 43s                              | -37° 06′ 26″                             | 4,74        | 5,00        | 0,5914           | Eclisse               |

## Oggetti del profondo cielo
Gli oggetti non stellari più brillanti visibili nella Corona Australe sono tutti appartenenti alla nostra Galassia; il centro galattico si trova una ventina di gradi in direzione nordovest, mentre alcuni dei campi stellari lambiscono la costellazione nella stessa direzione.
La costellazione ospita la Nube della Corona Australe, una nube molecolare non particolarmente massiccia in cui però hanno avuto luogo recenti fenomeni di formazione stellare; la parte più luminosa di questa nube è costituita da alcune piccole nebulose a riflessione, come NGC 6726 e NGC 6729, illuminate dalle stelle ad essa associate.
Fra gli ammassi globulari il più luminoso è NGC 6541, situato sul confine con lo Scorpione; è individuabile anche con un binocolo, essendo di sesta magnitudine apparente. Fra le nebulose spicca invece il complesso nei pressi di β Coronae Australis: si tratta di una nube debolmente luminosa associata ad aree non illuminate e oscure, che risaltano sul fondo ricco di stelle.
| Principali oggetti non stellari |                                          |                                          |                   |             |                                        |              |
| Nome                            | Coordinate equatoriali all'epoca J2000.0 | Coordinate equatoriali all'epoca J2000.0 | Tipo              | Magnitudine | Dimensioni apparenti (in primi d'arco) | Nome proprio |
| Nome                            | AR                                       | Dec                                      | Tipo              | Magnitudine | Dimensioni apparenti (in primi d'arco) | Nome proprio |
| NGC 6496                        | 17h 59m :                                | -44° 16′ :                               | Ammasso globulare | 8,5         | 12                                     |              |
| NGC 6541                        | 18h 08m :                                | -43° 43′ :                               | Ammasso globulare | 6,3         | 13                                     |              |
| NGC 6726/7                      | 19h 02m :                                | -36° 54′ :                               | Nebulosa diffusa  | -           | 80                                     |              |
| NGC 6729                        | 19h 02m :                                | -36° 57′ :                               | Nebulosa diffusa  | 9,5:        | 25                                     |              |